# دراما في المكسيك
دراما في المكسيك (بالفرنسية: Un drame au Mexique)‏، (بالإنجليزية: A Drama in Mexico)‏ هي قصة قصيرة تاريخية من تأليف الروائي جول فيرن صدرت عام 1851 بعنوان السفن الأولى للبحرية المكسيكية (بالفرنسية: L'Amérique du Sud. Etudes historiques. Les Premiers Navires de la Marine Mexicaine)‏.